# Piero Gazzola
Piero Gazzola (Piacenza, 6 juli 1908 – Verona, 14 september 1979) was een Italiaans ingenieur-architect, voornamelijk actief in de bescherming en de herwaardering van bouwkundig erfgoed.

## Levensloop
Gepromoveerd tot ingenieur in 1932 en tot architect in 1934, was hij van 1939 tot 1941 intendant voor de historische gebouwen in oostelijk Sicilië, met standplaats in Catania. Hij droeg bij tot de valorisatie van Piazza Armerina.
Van 1941 tot 1973 was hij hoofdintendant voor westelijk Veneto, met standplaats in Verona, van waar hij actief was bij de herstellingen als gevolg van de vernielingen tijdens de Tweede Wereldoorlog. Hij bekommerde zich in het bijzonder om de heropbouw van de vernielde ponte di Castelvecchio en de ponte Pietra in Verona.
In 1964 was hij een van de voornaamste redacteurs van het Charter van Venetië, opvolger en aanvuller van het modernistische Charter van Athene uit 1930. Het nieuwe charter bekommerde zich hoofdzakelijk om het goede behoud van het historisch bouwkundig erfgoed en om de continuïteit tussen dit erfgoed en nieuwbouw.
Dit charter was de conclusie van een internationaal congres van experten dat in 1964 in Venetië plaats vond en dat eveneens aanleiding was voor de stichting van de ngo ICOMOS, de internationale raad voor monumenten en landschappen. Gazzola werd tot voorzitter verkozen.
In 1964 werd ook het Istituto Italiano dei Castelli gesticht, waarvan Gazzola negen jaar voorzitter was.
Hij werd een actieve verdediger van het historisch centrum van Verona en van de groene omgeving van de stad.
Hij werd aangesproken als deskundige door de UNESCO, voor wie hij optrad bij de problemen van de redding van de tempels van Abu Simbel in Egypte en van de herwaardering van de vallei van Bamiyan in Afghanistan met zijn monumentale boeddha's.